# Émile Robert (ferronnier d'art)
Pour les articles homonymes, voir Émile Robert.
Émile Robert est un ferronnier d'art français, né à Mehun-sur-Yèvre le 2 mars 1860, et mort à Mehun-sur-Yèvre en juin 1924.

## Biographie
Il est né en 1860 à Mehun-sur-Yèvre, dans une famille de forgerons. Enfant, aimant le dessin, il suit le peintre Lacoste, un paysagiste local. Son père l'a initié à son métier mais il est mort alors qu'il est encore jeune. À treize ans, il commence un apprentissage pendant deux années chez l'artisan Larchevêque qui a réalisé les grilles de la cathédrale de Bourges. À quinze ans, il quitte l'atelier pour aller passer l'examen pour être reçu ajusteur dans les établissements militaires de Bourges. Après avoir économisé un peu d'argent, il part pour Lyon retrouver un de ses oncles, compagnon du Devoir, maîtrisant le métier. Puis de Lyon, il va Oullins pour faire la connaissance du ferronnier Salesse réputé dans le Lyonnais. Il va continuer son voyage vers Paris en s'arrêtant dans des ateliers de ferronnerie pour accroître son savoir. 

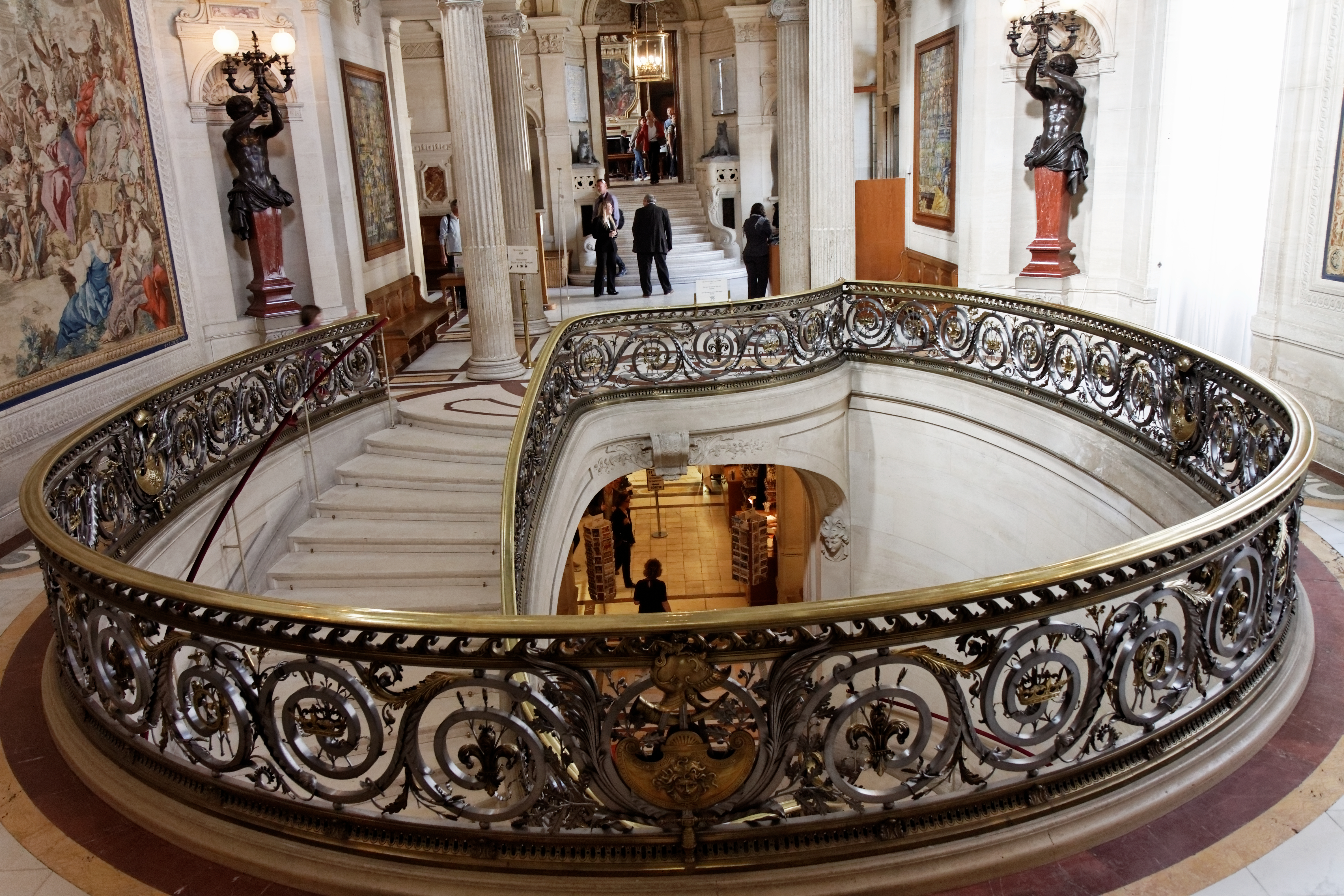
La rambarde de l'escalier d'honneur du château de Chantilly réalisée par les ateliers Moreau sur les dessins d'Honoré Daumet.

Il arrive à Paris en 1878 où se tient une exposition universelle. Il est étonné de constater que la ferronnerie d'art n'y est pratiquement pas présente. Il entre dans l'atelier du serrurier Alphonse-Gabriel Moreau. Il y est rapidement reconnu comme un des meilleurs ouvriers. Il est appelé à participer à la réalisation de la rampe de l'escalier d'honneur du château de Chantilly. Les Moreau père et fils lui permettent de monter un atelier annexe en 1883, rue de Miromesnil. Le hasard lui permet de rencontrer un architecte d'un des palais nationaux qui va le faire nommer serrurier chargé de l'entretien du palais. Il peut alors se concentrer sur la ferronnerie d'art. En 1887, il expose à l'Union centrale des Arts décoratifs. L'Exposition universelle de 1889 n'est pas l'occasion de présenter la ferronnerie d'art.
À l'Exposition universelle de 1900, il collabore avec Adrien Karbowsky pour la décoration de la « salle des Métaux » du pavillon des Arts décoratifs qui servait d'entrée. Il a l'idée d'installer dans la « salle des Métaux » une forge où il travaille lui-même sous le regard des visiteurs. C'est une époque où des artisans veulent renouveler les arts « appliqués » en France pour la céramique, la poterie, l'ébénisterie, l'orfèvrerie. Certains sont déjà célèbres comme les Auguste Delaherche, Jean Dampt, Charles Gallé, Jean Baffier, René Lalique.
En 1909, il passe une alliance avec la maison Borderel qui fabrique des matériels de construction, dirigée par un industriel qui aime l'innovation. Il est installé au 131 rue Damrémont. près des forges il a ouvert une forge-école d'apprentissage où il a reçu 25 jeunes pour leur apprendre le métier de forgeron.
Il va alors réaliser, en accord avec les architectes, les ferronneries de l'établissement thermal de Vichy, la grille du cimetière de la Chartreuse à Bordeaux, la porte du musée des arts décoratifs au pavillon de Marsan à Paris, certaines des grilles de la basilique du Sacré-Cœur de Paris, du consulat de France à Bruxelles, les portes de l'Institut de paléontologie humaine et de la galerie de Paléontologie et d'Anatomie comparée. Il a vendu des œuvres au musée Galliera, aux musées de Hambourg, Christiana, Londres, Bâle, Lwów, etc. Émile Robert s'est également illustré, à la fin du XIXe siècle, par la réalisation des ferronneries intérieures des Magasins réunis République, notamment l'escalier qui est « l'un des plus beaux qui nous restent de cette époque ». Entre 1899 et 1903, il a réalisé les galeries couvertes d’environ 700 mètres serpentant autour du parc des Sources de Vichy, classées au titre des monuments historiques en 1994,. Il a exécuté en 1902 les ferronneries Art nouveau du théâtre et du Grand casino de Vichy. 
Artisan alliant l'imagination mais avec le respect de la tradition, et un amour de la perfection due à une maîtrise de son métier. Il fait évoluer la tradition quand il intègre dans ses méthodes de réalisation la soudure autogène apparie en 1912. Une de ses œuvres les plus hardies, c'est une porte illustrant en fer la fable Le Lièvre et la Tortue. Il a traité la fable Le Renard et la Cigogne sur une rampe d'escalier du paquebot Paris et sur une grille du Musée Galliera.
Il a créé son atelier de ferronnerie d'art à Enghien-les-Bains en 1914 où il voulait échapper à la tyrannie des commandes et réaliser des œuvres personnelles. Il y a fait agrandir sa maison en 1912 par l'architecte Louis Brachet,. La Première Guerre mondiale a modifié ce projet. L'atelier a été transformé en où 30 élèves ont été immédiatement formés. Il y a réalisé un monument aux morts pour l'église locale. En 1919, il est revenu dans son pays natal.
Émile Robert réalise en 1920 les chardons et les portées musicales en fer forgé des balustrades du kiosque à musique de Vichy construit par l’architecte Charles Le Cœur.
Il est membre sociétaire de la société nationale des Beaux-Arts. Il fait partie avec Victor Prouvé du groupe d'artistes « La poignée ». Jean Prouvé a fait son apprentissage de ferronnier à Enghien-les-Bains chez Émile Robert à partir de 1917. Raymond Subes a travaillé dans l'atelier d'Enghien à partir de 1916.
La ferronnerie d'art a été remise au goût du jour au début du XXe siècle grâce à son travail.

## Distinctions
- Officier d'académie
- Chevalier de la Légion d'honneur, par décret du 27 mai 1914[10]

## Publications
- L'art de la ferronnerie ancienne et moderne. Ses procédés et ses applications, Paris, Librairie J. Rouam et Cie, 1896, 1897

## Galerie

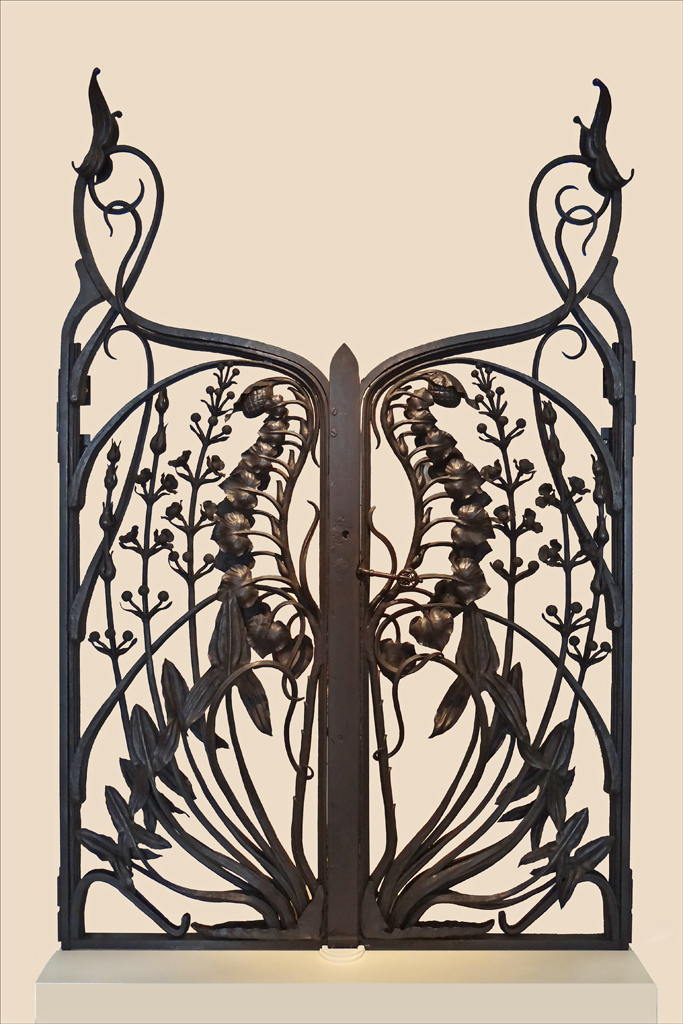
Grille Art nouveau « Calla palustris et sagittaires » réalisée en 1902.
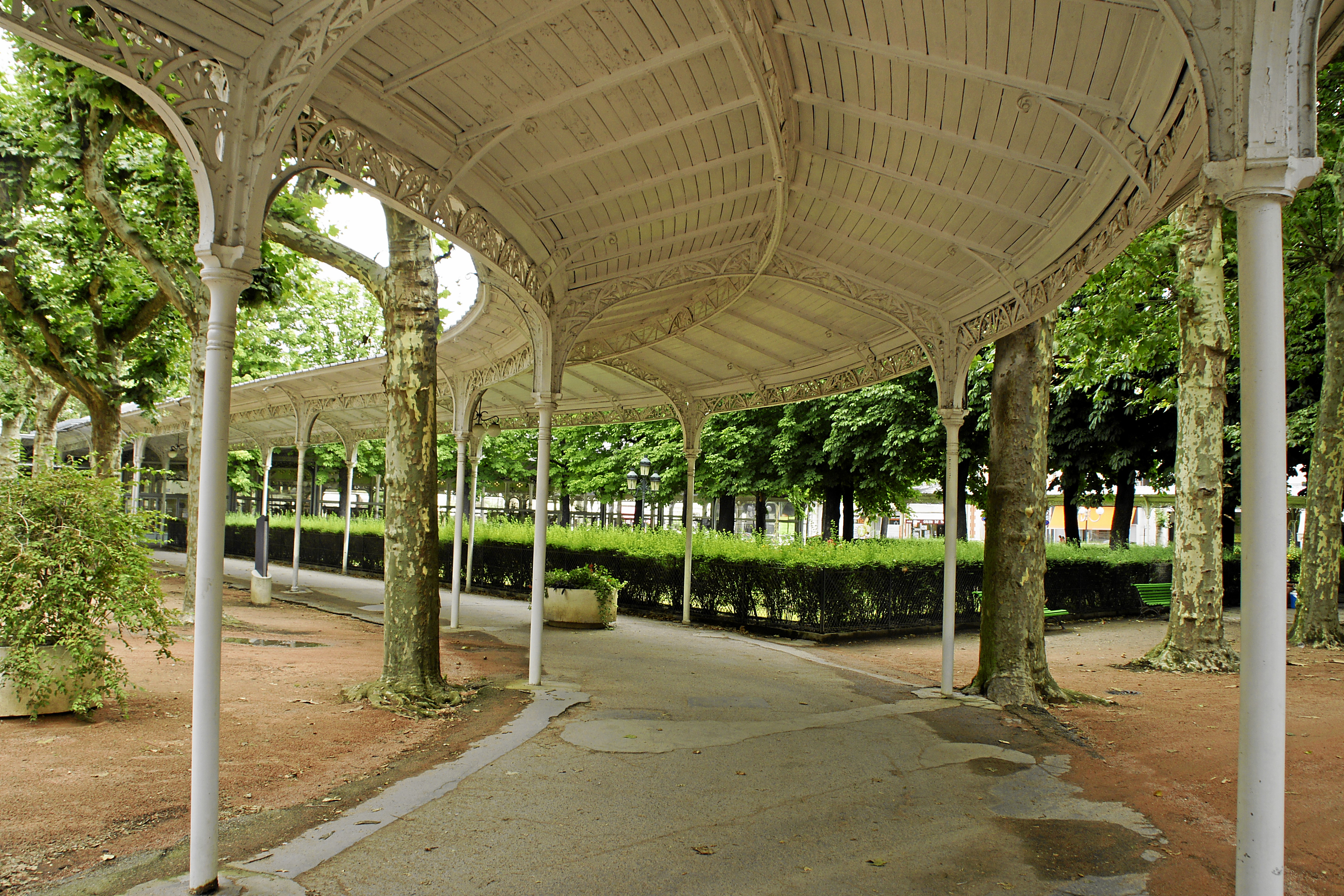
Vichy, galerie couverte du parc des Sources.
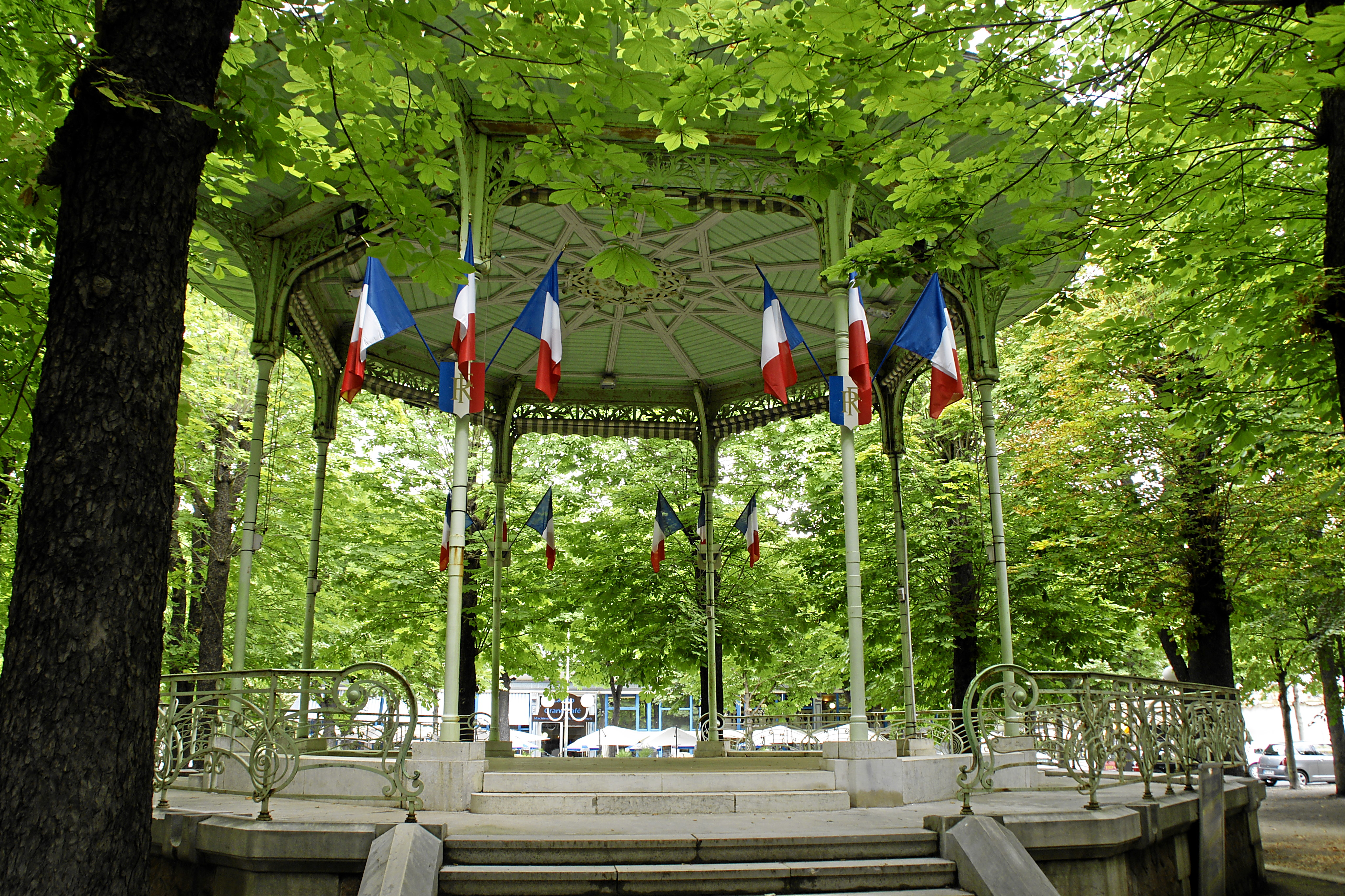
Vichy, kiosque à musique du parc des Sources.
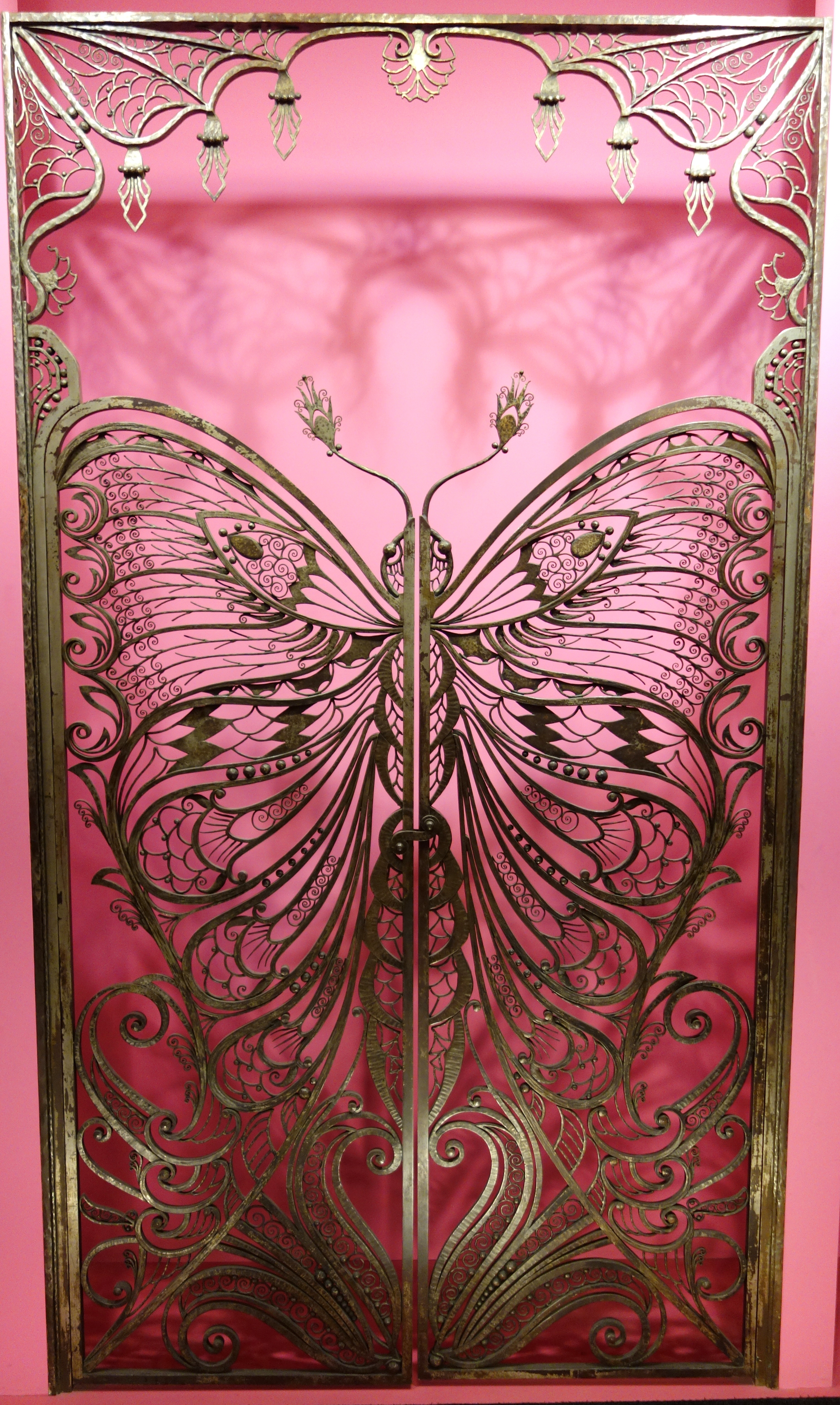
Porte, vers 1900, Brooklyn Museum.